# 小島晴菜
小島 晴菜（こじま はるな、2001年3月5日 - ）は、日本の女子ラグビーユニオン選手。

## プロフィール
- ポジションはプロップ(PR)、フッカー(HO)。
- 身長 162cm、体重 84kg
- 愛称はこじはる、るー。
- 女子日本代表キャップは1。（2025年7月現在）

## 略歴
16歳からラグビーを始めた。
2019年、追手門学院高校卒業後、四国大学に入学。
2023年、四国大学卒業後、YOKOHAMA TKMに加入。
2025年3月からニュージーランドに留学。同年5月15日に行われた女子アジアラグビーエミレーツチャンピオンシップ2025女子カザフスタン代表戦にて途中出場で女子日本代表初キャップを獲得した。